# Monte Alto
Monte Alto este un oraș în São Paulo (SP), Brazilia.